# هانس کریستین بلش
هانس کریستین بلش (انگلیسی: Hans Christian Blech؛ ۲۰ فوریهٔ ۱۹۱۵ – ۵ مارس ۱۹۹۳) هنرپیشه اهل آلمان بود.
از فیلم‌هایی که وی در آن نقش داشته است، می‌توان به گناهکاران بی‌گناه، طولانی‌ترین روز، ملاقات، حرکت اشتباه، تهاجم آردنن، جوردانو برونو، کوه جادو، تصمیم قبل از شفق، دلقک، داغ ننگ و ویکتوریا اشاره کرد.